# 1408 (kort verhaal)
1408 is een kortverhaal van de Amerikaanse schrijver Stephen King. Het is het derde verhaal in het luisterboek Blood and Smoke uit 1999, en verscheen ook in de bundel Everything's Eventual. Het verhaal is in 2007 verfilmd.

## Plot
De schrijver Mike Enslin is bekend van zijn verhalen over spookhotels. Hij verblijft daarom regelmatig in veronderstelde spookhotels voor inspiratie, hoewel hij zelf in het geheel niet in spoken gelooft. Hij maakt zich op voor een nacht in de beruchte kamer 1408 in het New Yorkse Hotel Dolphin.
De manager meneer Olin probeert hem vergeefs te bewegen van zijn plan af te zien. In de 68 jaar sinds de bouw heeft de kamer al 42 doden waarvan 12 zelfmoorden geëist. Meneer Olin verhuurt de kamer niet meer en laat het alleen nog maar schoonmaken: 's middags rond 12 uur als datgene dat in de kamer huist op zijn zwakst is. Toch tast de kamer de gezondheid aan van personen die er korte tijd verblijven: 30 personen die een enkele keer of regelmatig in de kamer kwamen overleden voortijdig en velen ontwikkelden chronische gezondheidsproblemen. De kamer is bovendien op de 13e etage en de som van de cijfers is eveneens 13. Toch is Enslin niet erg onder de indruk. Meneer Olin geeft hem de sleutel maar weigert zelf met hem mee naar de kamer te gaan.
De problemen met de kamer beginnen al buiten: eerst is de deur scheef naar de ene kant, dan naar de andere. Uiteindelijk opent de deur en betreedt Enslin de kamer met een draagbare bandrecorder. Al snel beginnen zijn gedachten onsamenhangend te worden en ook de ingesproken boodschappen worden steeds onsamenhangender: het is alsof hij een bad trip op goedkope slechte drugs beleeft. Het menu op het nachtkastje is telkens in een andere taal, schilderijen komen tot leven, Enslins voeten zinken in het tapijt weg als in drijfzand. Enslin probeert de receptie te bellen maar in plaats daarvan schreeuwt een nachtmerrie-achtige stem bizarre boodschappen. Een oranje gloed vult de kamer en alles vervormt zich en lijkt te smelten.
In een uiterste poging zet Enslin zichzelf in brand. Dit stopt de bezetenheid net lang genoeg zodat hij - al brandend - de deur uit kan stormen. Een toevallig passerende gast dooft tijdig de vlammen en wordt door Enslin nog net weerhouden naar de oranje gloed te lopen die nog uit de kamer komt, angstaanjagend maar ook lokkend. 
Enslin overleeft het incident maar stopt met schrijven. Hij houdt naast de brandwonden nog diverse kleinere gezondheidsproblemen over aan zijn bezoek aan kamer 1408 en sluit de gordijnen voor zonsondergang, omdat hij het oranje licht niet meer kan verdragen.